# Real-Time Executive
Real-Time Executive (RTE) ist ein Echtzeit-Betriebssystem. Es lief in den 1970- und 1980er-Jahren auf den Rechnern des Typs HP1000 des Herstellers Hewlett-Packard.
Die modernisierte Version RTE-A wurde noch in den 1990er-Jahren für Labordatensysteme und für Steuerungsrechner insbesondere im Bereich von Druckereien eingesetzt. HP1000 Produkte und damit auch RTE-A wurden von Hewlett-Packard am 1. November 2000 vom Markt genommen, das Ende des Supports erfolgte im Jahr 2005.
Siehe auch: RTEMS